# Santo Tomas (La Union)
Santo Tomas é um município de  quarta classe de renda municipal (d) na província La Union, nas Filipinas. De acordo com o censo de 1 de maio  de  2020 possui uma população de 40 846 pessoas e 10 392 domicílios.